# Szentföldi Ferences Kusztódia
A Szentföldi Ferences Kusztódia (latinul: Custodia Terræ Sanctæ) a ferences rend szentföldi körzete. Központja a jeruzsálemi Szent Megváltó-kolostor.

## Történelem

### Alapítás
Assisi Szent Ferenc öt éves volt, amikor 1187-ben Szaladin egyiptomi szultán elfoglalta Jeruzsálemet, ami sokként érte a keresztény világot. Az 1209-ben jóváhagyott ferences rend a kezdetektől feladatának tartotta a missziós evangelizációt. Ferenc részt vett a IV. lateráni zsinaton 1215-ben, ahol III. Ince pápa megnyitó beszédében célul tűzte ki a Szentföld felszabadítását; ezzel kezdődött az V. keresztes hadjárat előkészítése. A zsinat másik célja az egyház megújítása – bűnbánat hirdetése, az Eucharisztia tisztelete – volt.

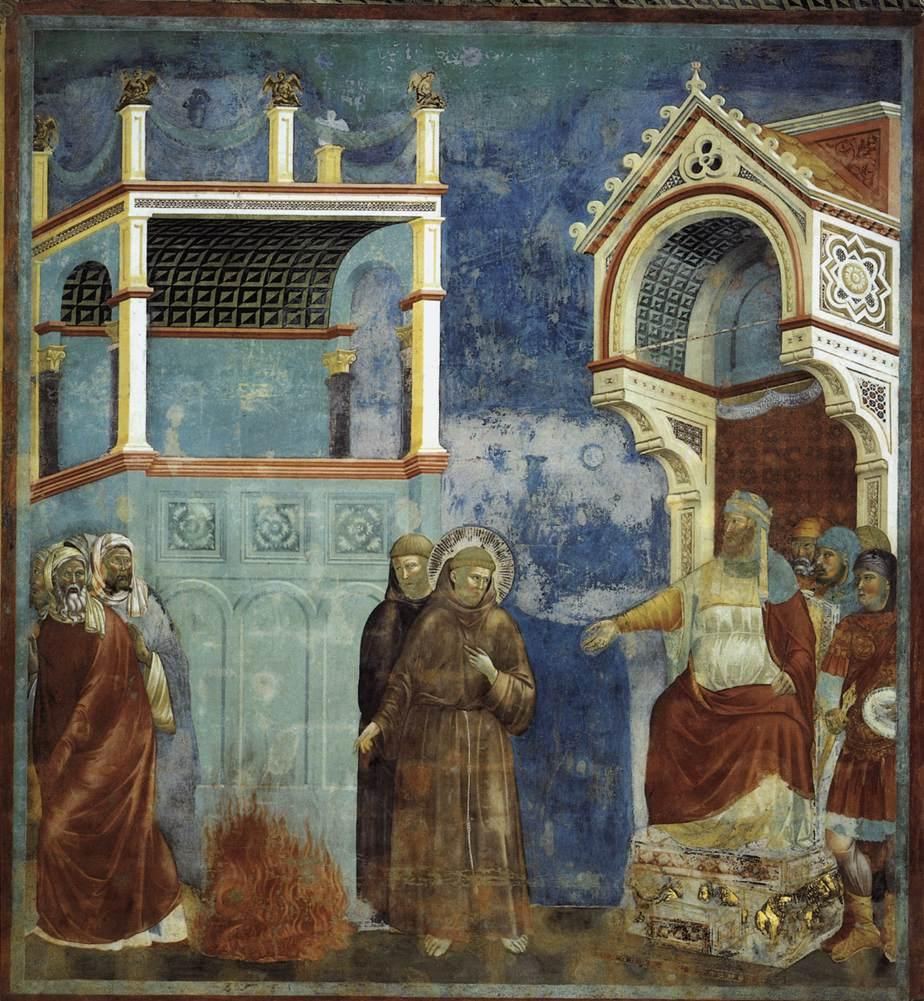
Giotto di Bondone: Tűzpróba a szultán előtt

1217-ben a rend nagykáptalanja tizenegy tartományra osztotta fel a rendet, ezek egyike lett a Szentföldi Provincia (mely Siria, Romania vagy Ultramarina néven is ismert volt). A provincia Egyiptomtól Görögországig felölelte a Földközi-tenger keleti partvidékét. Az első ferencesek az év végén érkeztek Akkóba. Az V. keresztes hadjárat keretében maga Ferenc is a Szentföldre ment, ahol 1219-től 1220-ig több hónapot töltött. Damietta egyiptomi kikötővárosnál átment al-Kámil szultán táborába, és hirdette neki Krisztus hitét. Ezt követően „Szíriába”, vagyis a mai Szentföldre ment; nincs róla történelmi adat, hogy melyik szent helyekre látogatott el, és vitatott, hogy járt-e Jeruzsálemben. A szentföldi út lelkiségi hatása ugyanakkor érezhető: például a ferences rend regulája az első, amely regulájában említi a missziókat.
A VI. keresztes hadjárat során II. Frigyes német-római császár 1229-ben békét kötött al-Kámil szultánnal, melynek értelmében a keresztények visszakapták Jeruzsálemet, Betlehemet és Názáretet. Valószínűleg ekkor telepedtek le a ferencesek Jeruzsálemben, a keresztút V. stációja közelében. 1244-ben azonban a hvárezmi török csapatok betörésének áldozatául estek. Az 1263-as pisai nagykáptalan a provinciát felosztotta görög és „szíriai” (szentföldi) rendtartományra. Utóbbi húsz rendházból állt, és tovább osztották kisebb, kusztódiának nevezett egységekre: a szíriai, ciprusi és tarzuszi kusztódiára. Előbbi a mai Szíria, Egyiptom és Izrael, illetve Palesztina területére terjedt ki; ide tartozott Akko, Antiochia, Szidón, Türosz, Jeruzsálem és Jaffa. 1291-ben a szaracénok elpusztították az összes konventet Szíriában és Palesztinában, aminek sok ferences is áldozatul esett. Az akkóból menekülőket Cipruson fogadták be, és oda került a provincia székhelye is.
Az ezt követő időszakban a ferencesek várták az alkalmat a visszatérésre, és rendszeres utazásokkal tartották fenn a szentföldi kapcsolatokat. Al-Muzaffar Bajbarsz egyiptomi szultán egy 1309-es rendelete engedélyezte, hogy letelepedjenek a Cenákulum, a Szent Sír és a betlehemi Születés temploma mellett. XXII. János pápa 1328-ban engedélyezte a ciprusi ferenceseknek, hogy évente két testvért küldjenek a szent helyekre.

### Kiépülés
1333-ban Róbert nápolyi király és felesége, Aragóniai Sancia nápolyi királyné  megkapta I. An-Nászir Muhammad egyiptomi szultántól a Cenákulumot és a jogot, hogy a Szent Sírnál latin istentiszteletet végezzenek, és ennek gyakorlását a ferencesekre bízta. Ezt 1342-ben VI. Kelemen pápa is megerősítette Gratias agimus kezdetű bullájával, ami a szentföldi latin hierarchiában is változást hozott: ettől kezdve az 1099-ben a keresztesek által alapított, de eddigre Rómába áthelyezett és címzetessé vált jeruzsálemi latin patriarkátus élére hivatalból a ferences kusztosz (Sion-hegyi gvárdián) került. Létszámukat 20 főben korlátozták (ez 1414-ig volt érvényben). A ferencesek 1347-ben újra letelepedtek Betlehemben, majd 1392-ben a Getszemáni-kert közelében található Mária sírja szent helyen, 1485-ben pedig Keresztelő Szent János születésének helyén, Ain Karemben. Velencei támogatással (a konzulok káplánjaiként) letelepedtek a kusztódiához (de nem szorosan a Szentföldhöz) tartozó Aleppóban, Tripoliban, Alexandrettában, Damaszkuszban, Kairóban és Alexandriában is. 1420-ban V. Márton pápa – ismeretlen okból – bizottsággal vizsgáltatta ki, hogy a ferenceseknek előjoguk van-e a szent helyek őrzésére, majd annak határozata alapján 1420-ban Ad assiduum Christi servitium kezdetű bullájával megerősítette ezt a jogukat. 1434-től obszervánsokat neveztek ki kusztosznak, és 1439-ben vizitátorként Kapisztrán Szent János is a Szentföldre ment.
A nyugodtabb időszakok és az üldöztetések gyakran váltakoztak. 1391-ben Tavelić Miklós és három társa vértanúhalált halt. 1452-ben Az-Záhir Csakmak egyiptomi szultán elrendelte a ferencesek minden „új munkájának” lerombolását a szent helyeken, és Dávid király sírjának elvételét; utóbbit azonban 1462-re támogatók (főként III. Fülöp burgundi herceg) segítségével sikerült visszaszerezni. Az 1494-ban kusztosszá választott Francesco Surianót kétszer börtönözték be Kairóban. 1510-ben ugyanez várt minden ferencesre a kolostorok kifosztása mellett, mivel Al-Asraf Kánszauh egyiptomi szultán így állt bosszút a máltai lovagoktól elszenvedett tengeri vereségért. Ebben az időszakban a gvárdiánt és a sion-hegyi kolostorban élő testvéreket is három évente váltották, hogy minél többeknek legyen lehetősége egy időt a Szentföldön tölteni. A római egyházhoz tartozó zarándokok számára egyedül ez a kolostor adott szállást Jeruzsálemben.

### A szentföldi kérdés időszaka

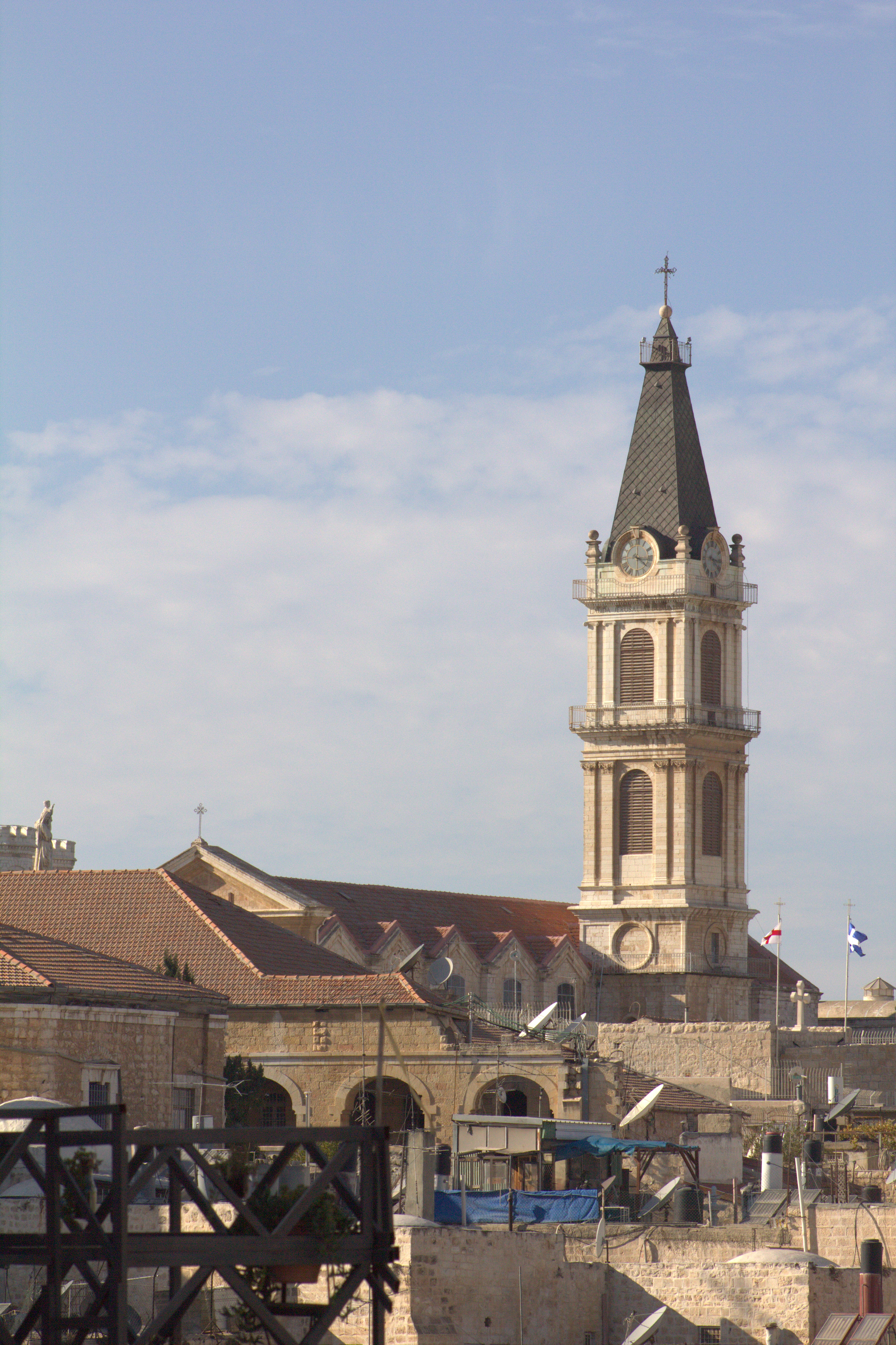
A Szent Megváltó-templom

1517 két szempontból is fordulópontot jelentett: egyrészt ekkor vált külön a ferencesek két ága (a konventuális és az obszerváns ág, azaz a minoriták és a ferencesek), másrészt I. Szelim oszmán szultán 1516. december végén legyőzte a mamlúkokat, és ezzel a Szentföld az Oszmán Birodalom részévé vált. Szelim jóindulattal volt a keresztények után, de utóda, Nagy Szulejmán uralma – aki 1540-ben Jeruzsálem mai falait emeltette – különösen 1536, Pargali Ibrahim pasa halála után nehéz időket hozott a ferencesek számára. Már 1523-ban parancsot adott, hogy űzzék ki őket a Cenákulumból, de ezt még a velencei követ támogatásával sikerült elhárítani. A veszélyes helyzet miatt a kusztosz a Szentföldön remetéskedni kívánó Loyolai Szent Ignácot is eltanácsolta. A ferenceseket kitiltották a sion-hegyi kolostorból, majd a Velence és a török között 1537-ben Korfunál kirobbanó harcok hatására börtönbe vetették őket, a templomokat és kolostorokat kifosztották, kilencen meghaltak. A velencei befolyást közben visszaszorult a franciák javára, akik 1536-ban az Oszmán Birodalomban élő keresztények védnökeivé váltak a szultánnal kötött szövetség részeként. Egy 1551-ben kelt szultáni parancs értelmében a ferencesek végleg el kellett hagyják a Cenákulumot; 1559-ben a Velencei Köztársaság támogatásával a Keresztény negyedben tudták megvásárolni a grúz ortodox szerzetesek volt kolostorát, és ide, a Szent Megváltó-kolostorba helyezték a kusztódia központját.
1619-ben a pestis hét hónap alatt mintegy 30 testvér halálát okozta. XV. Gergely pápa 1622-ben megalapította a Propaganda Fide kongregációt a missziók támogatása céljából, ami 1627-től a kusztódia fölött közvetlen joghatóságot gyakorolt, ezáltal a kusztosz egyben Palesztina, Szíria, Egyiptom és Ciprus apostoli prefektusa is volt. Az 1619-ben kusztosszá választott Francesco Quaresmit a káldeusok és a maroniták apostoli delegátusává és a nesztoriánusok pátriárkai vikáriusává is kinevezték, és egységre tudta őket vezetni a katolikus egyházzal. Utóda Tommaso Obicini volt, aki 1620-ban megszerezte a názáreti Angyali üdvözlet szent helyet és a tábor-hegyi romokat, 1621-ben pedig Ain Karemben Keresztelő Szent János születési helyét is. 1623-ban VIII. Orbán pápa minden katolikus uralkodó kötelességévé tette a szentföldi ferencesek védelmezését. 1628-ban új választási rendet vezettek be, mely szerint a kusztosz mindig olasz, a vikárius francia, a prokurátor (ökonómus) pedig spanyol. XIV. Benedek pápa 1746-ban új konstitúciót adott a kusztódiának, melyben megerősítette ezt a rendet, kiegészítve további funkciók (pl. egyes házak elöljárói) felosztásával. Ez a rendszer biztosította, hogy a kusztódia nemzetközi közösség maradjon. Megszabta azt is, hogy a Szentföldön 100 pap és 60 laikus testvér teljesíthet szolgálatot. 1684-ben a ferencesek tulajdonába került a Getszemáni-kert is.
A szentföldi kusztódia mindig rászorult a katolikus országok segítségére. Az adományok gyűjtésére adományok gyűjtésével foglalkozó rendházakat, azaz komisszariátusokat szerveztek, az elsőt 1621-ben a Nápolyi Királyságban, majd 1636-ban Szicíliában is. A Velencei Köztársaság hajói a ferencesek Szentföldre utazását segítették, emellett konstantinápolyi diplomáciai kapcsolataikkal is támogatták őket. Később, az oszmán kortól Franciaország szerepe került előtérbe, amely XIV. Lajostól kezdve a szentföldi katolikusok protektora kívánt lenni; ezt később az Oszmán Birodalom, majd az Apostoli Szentszék is elismerte. A spanyol királyok Aragónia és Kasztília 1479-es egyesülését követően folyamatosan támogatták a szentföldi ferenceseket, ugyanakkor elégedetlenek voltak azzal, hogy patronátusukat pápai bulla nem ismerte el. Az ebből fakadó hosszú vitát csak az 1846-os Romani Pontifices bulla oldotta meg. A komisszariátusok a Habsburg Birodalomban is kiépültek, amíg II. József 1783-ban el nem törölte őket; csak 1843-ban állította vissza I. Ferdinánd. 1902-ben jött létre az első bécsitől független országos komisszariátus Magyarországon.
A ferencesek kizárólagossága a szentföldi misszióban 1624 körül kezdett megtörni, amikor a Szentszék más szerzetesrendek tagjait is oda küldte, először még a kusztos joghatósága alatt. 1644-ben létrehozták az Aleppói apostoli vikariátust, bár élére 1761-ig ferenceseket neveztek ki. 1841-ben a Szíriában működő ferenceseket az aleppói püspök alá rendelték. 1839-ben erről leválasztották az egyiptomi egyházmegyét. Míg a kusztódia nemzetiségi összetételében a 19. század elejéig az olaszok és spanyolok játszottak domináns szerepet, a zarándoklatok fellendülésével más nyelveken is igény támadt a gyóntatásra. A Propaganda Fide 1836-os rendelkezése szerint Jeruzsálemben tíz gyóntatót kell kinevezni: három arab nyelvű, valamint egy-egy olasz, spanyol, francia, angol, német, magyar és lengyel. Ezt 1841-ben görög és török nyelvvel is kibővítették.
A Szentföld oszmán kézre kerülését követően a görög ortodoxok megerősödtek; Jeruzsálemben ekkor tértek át a szír rítusról a görögre. A jeruzsálemi és betlehemi szent helyeken azelőtt három évszázadon át kizárólagosan működtek a ferencesek, a keleti rítusú közösségekkel jelentősebb konfliktus nélkül, az istentiszteletet közösen folytatva. A 16. század végén azonban a görög ortodoxok támadni kezdték a ferencesek tulajdonjogát a szultánnál. IV. Murád szultán uralkodása alatt a szent helyek kérdése diplomáciai kérdéssé vált; a szultán néhány év alatt hatszor ítélte őket másnak, végül 1634-ben a kusztódiát minden tulajdonától megfosztották, és csak a velencei és francia uralkodók tiltakozására vonták ezt vissza. A kusztódia rendházat létesített Konstantinápolyban, hogy el tudjon járni az udvarnál. A 17. és 18. században a ferencesek és a görög ortodoxok között nem egyszer tettlegességig fajult az ellentét; 1757 virágvasárnapján például a görög ortodoxok egyszerre több helyen fizikailag megtámadták és elűzték a ferenceseket. Végül a szultán rendeletet hozott, melyben csökkentette a kusztódia jogait a Szent Sírnál és Betlehemben; a szent helyek felügyeletét máig ez a rendelet határozza meg. Ebben az időszakban, 1766–1767-ben szolgált a kusztódiában Kiss István, aki erről útleírást is készített magyarul és latinul.
1799-ben Napóleon az egyiptomi hadjárata végén Szíria felé vonult, és egész Akkóig jutott, ahonnan a táborban kitört pestis fordította vissza. A három évszázadig jól működő török–francia kapcsolatokat ugyanakkor ez romba döntötte, aminek a ferencesek szempontjából a ramlehi rendház kifosztása és a testvérek megölése, a jeruzsálemi ferencesek megsarcolása lett a következménye. A görög ortodoxok tovább erősödtek, amit a Szent Sír épületének orosz segítséggel történő kijavítása és a bazilikában tett további átépítések is mutatnak. A 19. század végére a szent helyek körüli latin–görög viták a keleti kérdés, azaz a nagyhatalmaknak a hanyatló Oszmán Birodalomban folytatott befolyásnövelő harcai részévé váltak.
1847-ig, a jeruzsálemi latin patriarkátus visszaállításáig annak hívei között a kusztódia joghatósággal rendelkezett.

## Szervezet
A jelenlegi kusztosz 2016 óta Francesco Patton. A korábbi kusztoszok listája 1937 óta:
- Alberto Gori (1937–1949)
- Giacinto M. Faccio (1950–1955)
- Angelico Lazzeri (1955–1957)
- Alfredo Polidori (1957–1962)
- Vincenzo Cappiello (1962–1968)
- Alfonso Calabrese (1968–1969)
- Erminio Roncari (1969–1974)
- Maurilio Sacchi (1974–1980)
- Ignazio Mancini (1980–1986)
- Carlo Cecchitelli (1986–1992)
- Giuseppe Nazzaro (1992–1998)
- Giovanni Battistelli (1998–2004)
- Pierbattista Pizzaballa (2004–2016)[17]

## Tevékenységek

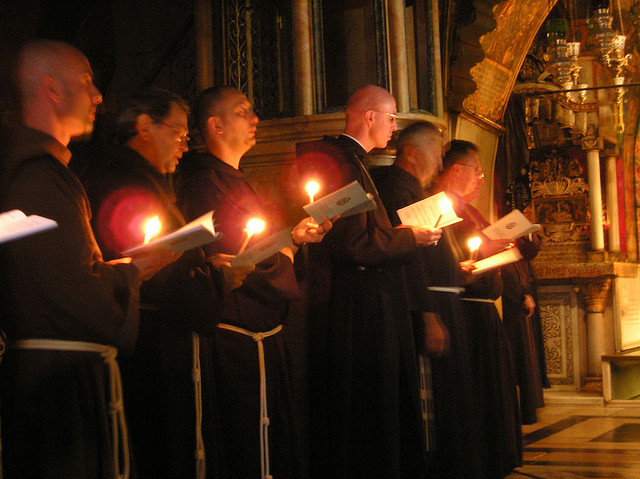
Ferencesek a Szent Sír-templomban (2006)

A katolikus egyház a ferenceseket bízta meg a Szentföldön a szent helyek őrzésével. Ez magában foglalja ezen szent helyek karbantartását, liturgikus szolgálatot a helyi egyház és a zarándokok számára, valamint a zarándokok fogadását, vendégházak működtetését.
A ferencesek számos plébániát vezetnek, melyek a szent helyeken működnek. A kusztódia számos oktatási és szociális szolgálatot végez: iskolákat működtet, lakásokat épít, különböző módon segíti a szegényeket.